# Sandwich (Massachusetts)
Sandwich è un comune degli Stati Uniti d'America facente parte della contea di Barnstable nello stato del Massachusetts. Si affaccia sulla Baia di Capo Cod, sulla costa settentrionale della penisola di Capo Cod, e nel suo territorio ha inizio il canale di Capo Cod.